# اورخان صفروف
اورخان صفروف (انگلیسی: Orkhan Safarov؛ زادهٔ ۱۰ اوت ۱۹۹۱) جودوکار اهل جمهوری آذربایجان است.